# Carnaval de San Jerónimo Xayacatlán
El carnaval de San Jerónimo Xayacatlán es una festividad que antecede el inicio de la Cuaresma y se lleva a cabo en San Jerónimo Xayacatlán, un municipio de mayoría mixteca que se localiza en el sur del estado mexicano de Puebla. En mixteco de la frontera Puebla-Oaxaca, que es la lengua que se habla en la localidad, la festividad se llama Johlo ntahnte.
En San Jerónimo Xayacatlán, el carnaval inicia el domingo anterior al Miércoles de Ceniza, cuya fecha es móvil de acuerdo con la tradición católica. Ese suele ser el día más concurrido a la fiesta. En torno a la celebración se organizan bailes populares y verbenas populares. Como parte de los actos del carnaval, se realiza un desfile de comparsas al son de la música tradicional de la región como los sones llamados "Son grande", "La flor", "El mecate", "El torito", "Chandée", y "La cruz". El conjunto tradicional para la interpretación de música de carnaval estaba conformado por instrumentos de cuerda. Este conjunto está a punto de desaparecer en favor de las bandas de viento y los conjuntos que interpretan música popular contemporánea. 
El carnaval de San Jerónimo Xayacatlán concluye con el ritual de la quema del gallo. En la madrugada del Miércoles de Ceniza las comparsas se reúnen en casa de uno de sus capitanes. Allí uno de los danzantes realiza una limpia. Un gallo colorado es colgado de un poste, donde será sacrificado y posteriormente descuartizado e incinerado en compañía de la música propicia. Al terminar este acto, se levanta una cruz de madera y se inicia de manera solemne el período de la Cuaresma. 